# 布兰肯哈根
布兰肯哈根是德国梅克伦堡-前波莫瑞州的一个市镇。总面积25.24平方公里，总人口1057人，其中男性542人，女性515人（2011年12月31日），人口密度42人/平方公里。